# Aşubcan Kadınefendi
Aşubcan Kadınefendi (cca 1795 – 10. června 1870) byla konkubína osmanského sultána Mahmuda II.

## Život
Mahmud se s ní oženil v roce 1810. Byla pátou nejdůležitější konkubínou v řadě. V červnu 1811 porodila princeznu Salihu Sultan. Tradiční porodní slavnost se konala v harému, kde se jí účastnily sultánova matka, jeho ženy a sestry. Při této události ji Valide Nakşidil Sultan obdarovala honosnými dary.
Později se posunula na čtvrtou nejvyšší ženu a nakonec i na třetí. V roce 1834 se její dcera provdala za Gürcü Halila Rifata Pašu a odstěhovala se do paláce Fındıklı.
Po smrti Mahmuda v roce 1839 nastoupil na trůn jeho syn Abdulmecid I. Aşubcan se odstěhovala do paláce Beşiktaş. V roce 1843 zemřela i její dcera. V roce 1861 po smrti Abdulmecida nastoupil na trůn jeho nevlastní bratr Abdulaziz. Oběma svým nevlastním synům psala dopisy a navštěvovala je.
Aşubcan zemřela v červnu 1870 a byla pohřbena v mauzoleu svého manžela na ulici Divanyolu.